# 洛基 (電視劇)
《洛基》（英語：Loki）是一部美國超級英雄類型的網路影集，由麥可·沃爾德倫主創，改編自漫威漫畫的同名角色的故事。該電視劇是漫威影業開發製作的漫威電影宇宙的第3部電視劇作品，與漫威電影宇宙系列電影處於同一架空世界和共同世界，於線上串流媒體平台Disney+首播。第一季由麥可·沃爾德倫擔當首席編劇，凱特·赫倫執導。
湯姆·希德斯頓回歸飾演在漫威電影宇宙系列電影中的角色洛基並擔當執行製作人，主演還包括古古·瑪芭塔-勞、烏米·馬薩庫、尤金·科德爾、塔拉·史壯、歐文·威爾森、蘇菲雅·迪馬蒂諾、薩莎·萊恩、傑克·維爾、道比·歐帕瑞、理查·E·格蘭特和強納森·梅爾斯。2018年9月，漫威影業宣布為華特迪士尼公司旗下的在線流媒體平台Disney+開發數個電視劇，以漫威電影宇宙中的「二級核心」人物為主角，比如洛基，湯姆·希德斯頓回歸繼續出演相應角色。2019年2月，麥可·沃爾德倫被聘為節目統籌。4月，該影集正式確定製作。8月，凱特·赫倫確定執導第一季。電視劇的主體拍攝於2020年1月在美國喬治亞州亞特蘭大開機。2020年3月，受2019冠狀病毒病疫情影響，影集暫停拍攝工作。2020年9月恢復拍攝，第一季於2020年12月殺青。
《洛基》於2021年6月9日首播。第一季共六集，於7月14日完結，是MCU第四階段的一部分。該劇獲得了正面的評價，尤其是在表演方面。第二季也是六集，於2023年10月5日首播，11月9日結束，是第五階段的一部分。

## 概要
在2019年電影《復仇者聯盟4：終局之戰》，一條分支時間線中的洛基在紐約之戰後偷走裝有空間寶石的宇宙魔方。此後，洛基被時間變異管理局抓捕；他面臨兩個選擇——因造成「時間變異」而被該組織徹底消除他的存在，或是與組織內的特工合作共同修復神聖時間線，阻止更大的威脅。

## 演員與角色
- 湯姆·希德斯頓 飾演

- 洛基

雷神索爾的繼弟，原型為北歐神話中的邪神洛基。來自漫威電影宇宙的一條分支時間線，在2019年電影《復仇者聯盟4：終局之戰》中在2012年的紐約大戰後偷走裝有空間寶石的宇宙魔方，因而造成分歧點事件並開啟出一條新的分支時間線。影集中的洛基並沒有經歷過2013年電影《雷神索爾2：黑暗世界》和2017年電影《雷神索爾3：諸神黃昏》中的事件，他在此過程中亦由反派角色轉變為正面角色，直至在2018年電影《復仇者聯盟3：無限之戰》中被薩諾斯殺死。希德斯頓稱影集將繼續探索洛基的能力，包括此前在漫威電影宇宙中擁有的變身偽裝成他人的能力。首席編劇麥可·沃爾德倫將洛基與蘋果公司的聯合創始人史蒂夫·賈伯斯對比，兩人都在幼年時期被收養，而且擁有很強的控制慾。影集打破此前該角色被信任然後背叛成為反派的敘事套路，著重描繪他的潛在變化以及成長:4。影集前期宣傳還展現該角色具有「性別流動」的非二元性別。
- 總統洛基（President Loki）

洛基的變體之一，率領一支軍隊與少年洛基作對。希德斯頓稱總統洛基為洛基最糟糕的變體，「他的內心敏感、專制而且野心勃勃，對其他人沒有同情心」。
- 歐文·威爾森 飾演
梅比斯·M·梅比斯（Mobius M. Mobius）

時間變異管理局的特工。該組織負責監視多元宇宙和追蹤並調查一些極端危險的時間罪犯:7。導演凱特·赫倫稱梅比斯為一名硬漢偵探，威爾森將該角色類比於1982年電影《48小時》中的主角傑克·凱茲:7。漫威影業總裁凱文·費吉稱該角色當前的狀態類似於歐文·威爾森，他們同樣對漫威電影宇宙中發生的諸事不明就裡。希德斯頓向威爾森解釋洛基此前在漫威電影宇宙中的相關經歷，威爾森認為知悉故事背景之後，有助於自己拍攝影集中梅比斯審問洛基的場景。影集中梅比斯的形象借鑒自漫威漫畫作者馬克·格魯恩瓦爾德，他在擔當漫威漫畫的執行編輯期間負責保證漫畫前後故事的連續性。

莫比烏斯的變體，於2022年時間分支的俄亥俄州克里夫蘭從事水上摩托車銷售工作。
- 蘇菲雅·迪馬蒂諾 飾演 希薇（Sylvie）

洛基的女性版本變體，年幼時被拉芙娜擄走，逃脫後致力於破壞「神聖時間線」。
- 古古·瑪芭塔-勞 飾演 拉芙娜·洛斯蕾爾（英语：Ravonna）

時間變異管理局的職員，前獵人，代號A-23，目前晉升為法官，負責洛基擾亂時間線的案件:8。梅比斯特工的上司和朋友:8。影集中展現洛斯蕾爾的起源故事。
- 烏米·馬薩庫 飾演

- 獵人B-15（Hunter B-15）

時間變異管理局的幹員，高級獵人:9。馬薩庫稱B-15是一名狠角色，她忠誠於時間變異管理局，十分信賴時間守護者:9。
- 維麗蒂·威利斯（Verity Willis）

B-15的變體，於2012年時間分支的紐約從事兒科醫生工作。
- 尤金·科德爾（英语：Eugene Cordero） 飾演

- 凱西

時間變異管理局的接待員。
- 法蘭克·李·莫里斯（Frank Lee Morris）

凱西的變體，於1962年時間分支的加州舊金山惡魔島逃獄。
- 塔拉·史壯 聲演 分鐘小姐（英语：Miss Minutes）

擬人動畫時鐘，時間變異管理局的吉祥物和宣傳員。
- 薩莎·萊恩（英语：Sasha Lane） 飾演 獵人C-20（Hunter C-20）

時間變異管理局的獵人。被希薇操縱時意外回想起了自己的過去。
- 傑克·維爾 飾演 少年洛基（Kid Loki）

洛基的少年版本變體，自稱在自己的時間線中殺死了索爾，實際上是把索爾變成了青蛙並埋了起來，因此造成分歧點事件而被時間變異管理局刪除。
- 道比·歐帕瑞 飾演 自負洛基（Boastful Loki）

洛基的變體之一，喜歡自誇，自稱在自己的時間線上殺害了美國隊長和鋼鐵人，並集齊了六顆無限寶石。
- 理查·E·格蘭特 飾演 經典洛基（Classic Loki）

洛基的老年版本變體，在自己的時間線上詐死以逃脫薩諾斯的追殺，因此造成分歧點事件而被時間變異管理局刪除。
- 強納森·梅爾斯 飾演

- 留存者（He Who Remains）

一名來自31世紀的科學家，在結束由自己的多名變體引發的多元宇宙戰爭後，為了守護神聖時間線而創建了時間變異管理局。
- 域陀·泰姆利（Victor Timely）

康的變體之一，於1893年在一條分支時間線上發明出早期版本的「時空隱力」。有口吃，個性笨拙、膽小，是個向他人兜售自己的發明的騙子。
- 拉斐爾·卡索 飾演 獵人X-5（Hunter X-5）／布拉德·胡夫（Brad Wolfe）

時間變異管理局的獵人，與達思將軍關係密切。
- 凱特·迪克（英语：Kate Dickie） 飾演 達思將軍（General Dox）

時間變異管理局的將軍，在拉芙娜失蹤後加入新的法官委員會。
- 莉茲·凱爾（英语：Liz Carr） 飾演 甘博法官（Judge Gamble）

時間變異管理局的法官。
- 尼爾·埃利斯（英语：Neil Ellice） 飾演 獵人D-90（Hunter D-90）

一個忠於時間變異管理局的獵人。
- 關繼威 飾演

- 歐羅波洛（Ouroboros）

時間變異管理局的維修部人員。
- A·D·道格（A.D. Doug）

歐羅波洛的變體，於1994年時間分支的加州帕萨迪纳從事科幻小說寫作。
此外，傑米·亞歷山大以未署名的形式回歸客串飾演希芙。克里斯·漢斯沃以未署名的形式回歸客串聲演青蛙索爾。

## 集數
| 季數 | 集数 | 集数 | 上線日期      | 上線日期      |
| 季數 | 集数 | 集数 | 首映          | 季终          |
| ---- | ---- | ---- | ------------- | ------------- |
| 1    | 6    | 6    | 2021年6月9日  | 2021年7月14日 |
| 2    | 6    | 6    | 2023年10月6日 | 2023年11月9日 |

### 第一季（2021年）
| 總集數 | 集數 （季） | 標題     | 導演      | 編劇                       | 上線日期      |
| ------ | ----------- | -------- | --------- | -------------------------- | ------------- |
| 1      | 1           |          | 凱特·赫倫 | 麥可·沃爾德倫              | 2021年6月9日  |
| 2      | 2           |          | 凱特·赫倫 | 艾莉莎·克拉希克            | 2021年6月16日 |
| 3      | 3           |          | 凱特·赫倫 | 碧莎·K·阿里                | 2021年6月23日 |
| 4      | 4           |          | 凱特·赫倫 | 艾瑞克·馬丁                | 2021年6月30日 |
| 5      | 5           | 神秘之旅 | 凱特·赫倫 | 湯姆·考夫曼                | 2021年7月7日  |
| 6      | 6           |          | 凱特·赫倫 | 麥可·沃爾德倫＆艾瑞克·馬丁 | 2021年7月14日 |

### 第二季（2023年）
| 總集數 | 集數 （季） | 標題          | 導演                     | 編劇                       | 上線日期       |
| ------ | ----------- | ------------- | ------------------------ | -------------------------- | -------------- |
| 7      | 1           |  | 賈斯汀·班森＆亞倫·穆赫德 | 艾瑞克·馬丁                | 2023年10月6日  |
| 8      | 2           |  | 丹·德里伍                | 艾瑞克·馬丁                | 2023年10月13日 |
| 9      | 3           |  | 凱西拉·法拉哈尼          | 艾瑞克·馬丁                | 2023年10月20日 |
| 10     | 4           | 時變局之心    | 賈斯汀·班森＆亞倫·穆赫德 | 艾瑞克·馬丁＆卡塔琳·布萊爾 | 2023年10月27日 |
| 11     | 5           |  | 賈斯汀·班森＆亞倫·穆赫德 | 艾瑞克·馬丁                | 2023年11月3日  |
| 12     | 6           | 光榮使命      | 賈斯汀·班森＆亞倫·穆赫德 | 艾瑞克·馬丁＆卡塔琳·布萊爾 | 2023年11月10日 |

## 製作

### 開發
2017年11月，華特迪士尼公司宣布為旗下即將在2019年底正式運行的線上串流媒體平台Disney+開發漫威電影宇宙系列電視劇。2018年9月，報道稱漫威影業正在為該平台開發幾個影集，以漫威電影宇宙中的「二級核心」人物為主角，因為漫威影業不太可能製作以他們為主角的個人電影。在限定影集中將爭取啟用在電影中出演相應角色的演員。劇本故事仍在創作中，每個系列預計製作六至八集，並且有比肩大製作項目的足夠預算。影集將由漫威影業而非漫威電視製作，漫威影業的總裁凱文·費吉也將親自參與每部影集的開發，專注於影集與電影之間的「故事連續性」，以及「協調」電影中的演員能夠出演相應的影集。2018年11月，迪士尼首席執行官羅伯特·艾格確認該影集正在開發中。
2019年2月，麥可·沃爾德倫被選定為節目統籌兼執行製片人，並執筆首集劇本。他亦將為影集的首播集撰寫劇本。《好萊塢報導》稱劇情大綱為「洛基在人類歷史中的多個時期現身，並影響歷史事件」。3月，凱文·費吉表示在漫威電影宇宙電影中，洛基已經生存了數千年，影集將揭露他這漫長的一生中做過的事情。他補充說，漫威影業和飾演洛基的湯姆·希德斯頓協作開發這部影集，對洛基這一電影中的配角進行更深入的探索。8月，湯姆·希德斯頓解釋說在拍攝2018年電影《復仇者聯盟3：無限之戰》中洛基被薩諾斯殺死的鏡頭時，他已經得知自己會繼續出演2019年電影《復仇者聯盟：終局之戰》。當時他認為只是拍攝告別的場景，為該角色畫上完美的句點。但是在《復仇者聯盟4：終局之戰》上映前六週左右，希德斯頓已經得知為洛基開發個人影集的計劃，該計劃一直處於保密狀態，直到漫威影業正式宣布開發該項目。他表示很高興能夠看到更多層面的洛基。同月，凱特·赫倫被聘為影集導演，執導第一季全部6集。每集時長為40–50分鐘。
2020年11月，報道稱Disney+已經預訂《洛基》第二季。2021年1月，麥可·沃爾德倫稱將參與第二季製作。漫威影業的製片人內特·摩爾（Nate Moore），他此前曾擔當影集《獵鷹與酷寒戰士》的執行製片人，表示《洛基》「相對不相關聯的巧妙敘事」的風格非常適合開發成多季影集。漫威通過第一季季終集的片尾彩蛋正式宣布製作第二季。

### 劇本

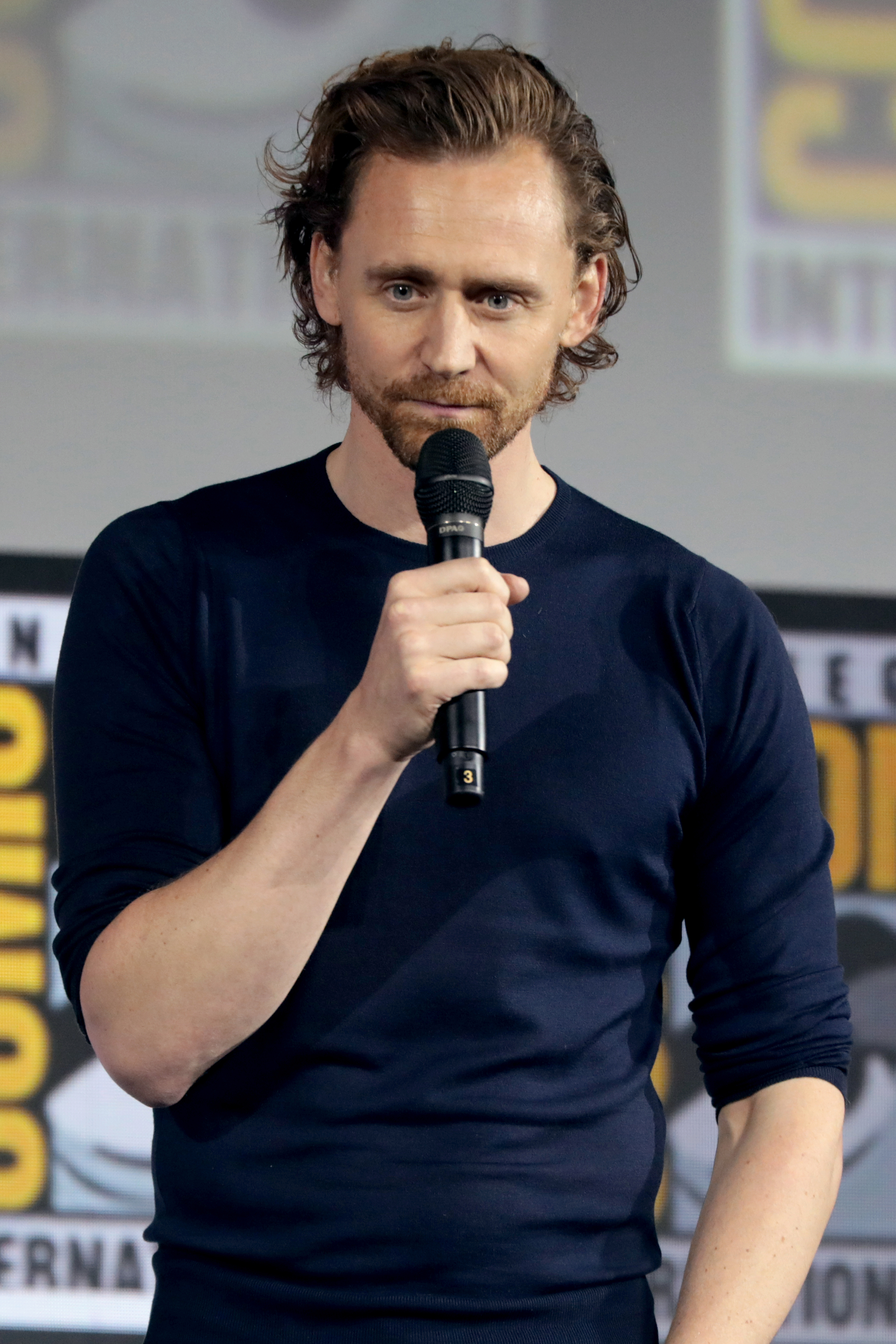
湯姆·希德斯頓在2019年聖地牙哥國際漫畫展

艾莉莎·克拉希克（Elissa Karasik）、碧莎·K·阿里、艾瑞克·馬丁（Eric Martin）、湯姆·考夫曼和潔絲·德威克（Jess Dweck）擔當編劇。影集故事發生在2019年電影《復仇者聯盟：終局之戰》之後，影片中洛基在2012年的紐約大戰時偷走裝有空間寶石的宇宙魔方，在漫威電影宇宙中開啟了另一條時間線。在影集中，洛基利用空間寶石穿越時空並改變了人類的歷史。2019年8月，導演凱特·赫倫表示該影集「將洛基帶入漫威電影宇宙中的全新時空」，首席編劇麥可·沃爾德倫透露影集「將揭示眾人關心的問題：洛基偷走空間寶石後去了哪裡？洛基能夠交到朋友嗎？是什麼使得一個人成為純粹的好人或是壞人？」沃爾德倫的劇本提案創造了宏大、瘋狂和有趣的時空冒險之旅，探索漫威電影宇宙的「新角落」。凱特·赫倫認同沃爾德倫的部分設想，包括引入負責監視神聖時間線及多元宇宙的時間變異管理局組織，以及相關角色。
執行製作人斯蒂芬·布魯薩德（Stephen Broussard）表示，影集將包括時間旅行的元素。2020年3月，麥可·沃爾德倫表示影集將聚焦角色的「身份認同」。希德斯頓稱影集關注於洛基的不同身份方面，影集通過官方標誌中不斷變換的字體暗示這一點。7月，沃爾德倫表示影集中將包含科幻元素，同時還將展現神秘的陰謀論和扭曲現實。影集創作時參考了1982電影《銀翼殺手》、電視劇《廣告狂人》以及幼兒節目《天線寶寶》。洛基的造型借鑒了四期迷你漫畫《投票給洛基》，該漫畫同樣以陰謀論和扭曲現實為主題。

### 選角
2018年11月，隨著影集正式確定製作，湯姆·希德斯頓有望繼續出演洛基。2019年2月，華特迪士尼影業集團的董事長阿倫·霍恩證實湯姆·希德斯頓將主演該影集。11月，蘇菲雅·迪馬蒂諾確認將出演影集，此後報道指她將出演「女洛基」。2020年1月，歐文·威爾森加入劇組。2月，古古·瑪芭塔-勞確認參演影集，出演時間變異管理局法官拉芙娜·洛斯蕾爾。3月，理查·E·格蘭特確認參演影集。12月，烏米·馬薩庫確認參演影集，出演獵人B-15。
2020年9月，薩莎·萊恩確認參演影集，出演獵人C-20（Hunter C-20）。12月，傑米·亞歷山大有望於劇中回歸出演希芙，該角色此前出現於2011年電影《雷神索爾》、2013年電影《雷神索爾2：黑暗世界》和電視劇《神盾局特工》。2021年4月，尤金·科德爾確定參演影片。克里斯·漢斯沃以未署名的形式回歸客串聲演「青蛙索爾」。

### 拍攝
影集的主體拍攝於2020年1月開機，工作標題為「遊船」（River Cruise）和「締造者」（Architect）。凱特·赫倫擔當導演，奧特姆·杜拉德·阿卡波擔當攝影指導。2020年2月，製作組開始在亞特蘭大都會區取景拍攝。3月14日，受2019冠狀病毒病疫情影響，劇組暫停拍攝工作。製作組於9月恢復在亞特蘭大松林製片廠的拍攝作業。11月中旬，製作組預計還需一個月完成拍攝作業。第一季於2020年12月中旬殺青。亞特蘭大馬奎斯萬豪酒店在影集中被佈置成為時間變異管理局的總部。
2020年11月，報道稱第二季計劃於2022年1月開機拍攝，工作標題依舊為「締造者」。

### 後期製作
2020年3月，受2019冠狀病毒病疫情影響，影集暫停拍攝工作。導演凱特·赫倫在此期間開始後期剪輯作業，保羅·查克（Paul Zucker）、艾瑪·麥克萊夫（Emma McCleave）和卡勒姆·羅斯（Calum Ross）擔當剪輯師。凱特·赫倫於2021年6月16日完成剪輯作業。後期特效製作公司包括、光影魔幻工業、和。

## 音樂
2021年1月，娜塔莉·霍爾特確定為影集作曲。娜塔莉·霍爾特和導演凱特·赫倫在主題曲中使用了特雷門琴，借鑒自1971年電影《發條橘子》。霍爾特創作的主題曲融合了管弦樂、電子音樂、時鐘聲音和北歐樂器，查理·德雷珀（Charlie Draper）負責演奏特雷門琴。影集的音樂原聲帶分為兩輯，包括前三集音樂的第一輯於2021年7月2日發售，包括後三集音樂的第二輯於2021年7月23日發售，均由漫威音樂和好萊塢唱片聯合發行。影集片尾曲〈TVA〉於2021年6月11日以單曲形式發行。
| 《洛基》：第一輯（第1-3集）原聲帶 | 《洛基》：第一輯（第1-3集）原聲帶 | 《洛基》：第一輯（第1-3集）原聲帶 | 《洛基》：第一輯（第1-3集）原聲帶 |
| 曲序                              | 曲目                              | 作曲                              | 时长                              |
| --------------------------------- | --------------------------------- | --------------------------------- | --------------------------------- |
| 1.                                |                                   |                                   | 2:28                              |
| 2.                                |                                   |                                   | 1:30                              |
| 3.                                |                                   |                                   | 3:00                              |
| 4.                                |                                   |                                   | 1:06                              |
| 5.                                |                                   |                                   | 2:24                              |
| 6.                                |                                   |                                   | 2:16                              |
| 7.                                |                                   |                                   | 2:34                              |
| 8.                                |                                   |                                   | 2:00                              |
| 9.                                |                                   |                                   | 1:28                              |
| 10.                               |                                   |                                   | 1:37                              |
| 11.                               |                                   |                                   | 2:21                              |
| 12.                               |                                   |                                   | 1:48                              |
| 13.                               |                                   |                                   | 1:35                              |
| 14.                               |                                   |                                   | 1:53                              |
| 15.                               |                                   |                                   | 1:38                              |
| 16.                               |                                   |                                   | 2:11                              |
| 17.                               |                                   |                                   | 2:34                              |
| 18.                               |                                   |                                   | 2:08                              |
| 19.                               |                                   |                                   | 1:39                              |
| 20.                               |                                   |                                   | 2:06                              |
| 21.                               |                                   |                                   | 1:52                              |
| 22.                               |                                   |                                   | 2:27                              |
| 23.                               |                                   |                                   | 1:38                              |
| 24.                               | （featuring 湯姆·希德斯頓）       | 本尼迪克特·莫塞斯和               | 1:26                              |
| 25.                               |                                   |                                   | 1:54                              |
| 总时长：                          | 总时长：                          | 总时长：                          | 49:33                             |

| 《洛基》：第二輯（第4-6集）原聲帶 | 《洛基》：第二輯（第4-6集）原聲帶 | 《洛基》：第二輯（第4-6集）原聲帶 |
| 曲序                              | 曲目                              | 时长                              |
| --------------------------------- | --------------------------------- | --------------------------------- |
| 1.                                |                                   | 2:17                              |
| 2.                                |                                   | 2:12                              |
| 3.                                |                                   | 4:04                              |
| 4.                                |                                   | 4:05                              |
| 5.                                |                                   | 2:13                              |
| 6.                                |                                   | 3:00                              |
| 7.                                |                                   | 3:11                              |
| 8.                                |                                   | 2:53                              |
| 9.                                |                                   | 2:37                              |
| 10.                               |                                   | 1:51                              |
| 11.                               |                                   | 3:26                              |
| 12.                               |                                   | 2:18                              |
| 13.                               |                                   | 2:41                              |
| 14.                               |                                   | 2:35                              |
| 15.                               |                                   | 2:44                              |
| 16.                               |                                   | 2:07                              |
| 17.                               |                                   | 1:24                              |
| 18.                               |                                   | 2:55                              |
| 19.                               |                                   | 4:12                              |
| 20.                               |                                   | 3:17                              |
| 21.                               |                                   | 4:58                              |
| 22.                               |                                   | 2:12                              |
| 23.                               |                                   | 2:55                              |
| 总时长：                          | 总时长：                          | 66:17                             |

## 市場營銷
2020年2月2日，在第五十四屆超級盃的中場廣告時間，漫威公布了《汪達幻視》、《獵鷹與酷寒戰士》和《洛基》的限定預告短片。網站編輯朱莉婭·亞歷山大（Julia Alexander）表示短片雖未提供太多信息，但足以吸引影迷的眼球。網站編輯哈利·福奇（Haleigh Foutch）認為漫威帶來的預告短片成為整個節目的焦點。12月10日，漫威在迪士尼投資人會議期間釋出第一支預告片。網站編輯稱預告片顯示影集可能會「解釋」現實中的D·B·庫柏劫機懸案或者遊戲機等都市傳說。網站編輯約翰·布恩（John Boon）稱之為「瘋狂的前導預告」。
2021年4月5日，漫威釋出第二支預告片。的查爾斯·普利亞姆-摩爾（Charles Pulliam-Moore）稱預告片展現大場面的時間跳躍冒險之旅，有望成為Disney+下一部的史詩影集。詹姆·惠特布魯克（Jame Whitbrook）表示預告片透露出更多與時間變異管理局相關的訊息。的奧斯丁·哥斯林（Austen Goslin）猜測洛基可能會穿越到漫威電影宇宙此前的一些令人難忘的故事節點。
2021年5月，漫威釋出前導海報，展現包括洛基、梅比斯·M·梅比斯、拉芙娜·洛斯蕾爾和獵人B-15在內的主要角色，還包括動畫角色分鐘小姐，她是時間變異管理局的吉祥物，外觀為復古卡通風格的橘色時鐘。分鐘小姐十分吸睛，影評人認為她會成為觀眾喜愛的角色。的艾琳·布雷迪（Erin Brady）認為分鐘小姐屆時會「搶走《曼達洛人》中尤達寶寶的風頭」。的阿黛爾·安克斯（Adele Ankers）認為分鐘小姐暗示影集將探索多重現實。《漫威影業：傳奇角色》的其中兩集分別以洛基和宇宙魔方為主題，於2021年6月4日播出。
2021年1月，漫威宣布開啟「漫威必備」（Marvel Must Haves）一站式網路商店，出售包括與《洛基》相關的玩具、遊戲、書籍、服裝和家居裝飾等周邊產品，於每集播出之後的週一上架相關產品。首批產品於2021年6月7日發售。通用磨坊聯合漫威宣布在影片首播當天發售3500盒洛基限定款Lucky Charms麥片。與影集相關的「漫威必備」周邊商品於2021年6月11日起開始發售。

## 發行
2019年7月20日，漫威在聖地牙哥國際漫畫展上表示《洛基》原計劃在2021年春季首播。2020年12月，首播時間推遲至2021年5月。2021年2月24日，漫威宣布《洛基》於2021年6月11日首播。2021年5月5日，漫威將《洛基》的首播日期調整至2021年6月9日，第一季共6集，每週三播出一集，2021年7月14日完結。第一季屬於漫威電影宇宙第四階段。

## 迴響

### 觀眾收視
華特迪士尼公司的首席執行官鮑伯·查佩克稱首播集〈光榮使命〉為首週末觀看用戶最多的Disney+原創單集。

### 評價
| 季數 | 季數 | 爛番茄           | Metacritic     |
| ---- | ---- | ---------------- | -------------- |
|      | 1    | 92%（338篇評論） | 74（28篇評論） |
|      | 2    | 82%（164篇評論） | 65（23篇評論） |

《洛基》收到多數影評人的好評。
對於第一季，根据評論匯總网站爛番茄汇总的338篇评论文章，92%的评论家给予该作正面评价，使之獲得「認證新鮮」標識，平均打分为7.9分（满分10分）。在Metacritic上，28位影評人共給予了74分的分數（滿分100分），第一季獲得了「普遍好評」。
對於第二季，根据評論匯總网站爛番茄汇总的164篇评论文章，82%的评论家给予该作正面评价，使之獲得「認證新鮮」標識，平均打分为7.35分（满分10分）。在Metacritic上，23位影評人共給予了65分的分數（滿分100分），第二季獲得了「普遍好評」。
在《洛基》首播之前，漫威影業將前兩集提供給知名影視新聞媒體和網站的影評人，湯姆·希德斯頓飾演的洛基和歐文·威爾森飾演的梅比斯·M·梅比斯之間的互動獲得好評。《洛基》中的多樣設計元素同樣得到正面評價，包括的卡斯拉·法拉哈尼（Kasra Farahani）的製作設計，影評人同時讚揚了攝影師奧特姆·杜拉德·阿卡波。
的馬特·韋伯·米托維奇（Matt Webb Mitovitch）對前兩集給出「B+」的評分，他認為湯姆·希德斯頓輕鬆完成了詮釋這個版本洛基的任務，希德斯頓和威爾森之間的關係類似於升級版的獵鷹與酷寒戰士。他總結稱在故事框架建立之後，《洛基》開始變得「非常有趣」，為餘下集數提供各種可能性。《好萊塢報導》的丹尼爾·費恩伯格（Daniel Fienberg）透露兩集過後，《洛基》處於一個轉折節點。如果不是以戲仿《瑞克和莫蒂》的方式推進劇情，也許類似於CW電視網製作的DC漫畫改編影集《明日傳奇》，每集發生於不同的時間節點。《洛基》還可能僅僅是包括希德斯頓和威爾森之間的大量談話。的尼克·艾倫（Nick Allen）稱《洛基》是對漫威故事的有效補充。《綜藝》的卡羅琳·弗蘭克（Caroline Framke）對影集是否能夠取得成功持有保留態度，她認為首播集講述了「密度過高」的內容，第二集更吸引人而且有趣，結尾轉折透露出「奇妙的發展方向」，最終可能仍會落入窠臼。的班·特拉弗斯（Ben Travers）對前兩集給出「C」的評分，他認為影集仍是政府部門招募罪犯幫助解決棘手案件的老套路，主線劇情在前兩集內幾乎沒有進展，而是充斥著「令人疲倦」的各種解說。他稱「《洛基》並不是講述洛基，而是藉此引入能夠時間旅行的機構時間變異管理局以及為漫威電影宇宙第四階段《奇異博士2：失控多重宇宙》中的多重宇宙做鋪墊。」

## 相關媒體

### 《辛普森家庭》短片
2021年6月30日，迪士尼宣布推出以《洛基》為主題的《辛普森家庭》短片特輯，名為《好人、巴特和洛基》（The Good, the Bart, and the Loki），於2021年7月7日在Disney+上線。湯姆·希德斯頓為短片中的洛基配音。

## 資料來源
1. 1 2  Couch, Aaron; Kit, Borys. . The Hollywood Reporter. 2019-07-20  [2019-07-20]. （原始内容存档于2019-07-21） （美国英语）.
2. 1 2 3 4 5  Bui, Hoai-Tran. . /Film. 2020-12-10  [2020-12-10]. （原始内容存档于2020-12-11） （美国英语）.
3. ↑  Moreau, Jordan. . Variety. 2021-04-05  [2021-04-05]. （原始内容存档于2021-04-05） （美国英语）.
4. 1 2 3  Dumarog, Ana. . Screen Rant. 2021-04-29  [2021-04-29]. （原始内容存档于2021-04-29） （美国英语）.
5. 1 2  McClintock, Pamela. . The Hollywood Reporter. 2019-02-21  [2019-03-20]. （原始内容存档于2019-03-20） （美国英语）.
6. 1 2 3 4 5  Whitbrook, James. . io9. 2021-04-05  [2021-04-05]. （原始内容存档于2021-04-05） （美国英语）.
7. 1 2  Steele, Sean. . FandomWire. 2019-08-11  [2019-08-12]. （原始内容存档于2019-08-12） （美国英语）.
8. ↑  Arvedon, Jon. . Comic Book Resources. 2021-04-05  [2021-04-08]. （原始内容存档于2021-04-05） （美国英语）.
9. 1 2 3  Agard, Chancellor. . Entertainment Weekly. 2021-05-20  [2021-05-21]. （原始内容存档于2021-05-20） （美国英语）.
10. 1 2  Robinson, Joanna. . Vanity Fair. 2021-06-03  [2021-06-03]. （原始内容存档于2021-06-03） （美国英语）.
11. 1 2 3 4 5 6 7   (PDF). Disney Media and Entertainment Distribution.   [2021-06-06]. （原始内容存档 (PDF)于2021-06-06） （美国英语）.
12. ↑  Mitovitch, Matt Webb. . TVLine. 2021-06-06  [2021-06-06]. （原始内容存档于2021-06-06） （美国英语）.
13. ↑  Johnston, Dais. . Inverse. 2021-06-08  [2021-06-08]. （原始内容存档于2021-06-08） （美国英语）.
14. 1 2 3  Morgan, Lauren. . Entertainment Weekly. 2021-07-07  [2021-07-07]. （原始内容存档于2021-07-07） （美国英语）.
15. 1 2  Paige, Rachel. . Marvel.com. 2021-07-07  [2021-07-07]. （原始内容存档于2021-07-07） （美国英语）.
16. 1 2 3  Polo, Susana; Patches, Matt; McWhertor, Michael. . Polygon. 2020-12-11  [2020-12-11]. （原始内容存档于2020-12-11） （美国英语）.
17. ↑  Agard, Chancellor. . Entertainment Weekly. 2021-05-21  [2021-06-04]. （原始内容存档于2021-05-30） （美国英语）.
18. ↑  SiriusXM. . 2021-02-12  [2021-02-24]. （原始内容存档于2021-04-17） –YouTube （美国英语）.
19. 1 2  Kroll, Justin. . Variety. 2019-11-15  [2019-11-16]. （原始内容存档于2019-11-16） （美国英语）.
20. 1 2  Fullerton, Huw. . Radio Times. 2021-06-16  [2021-06-16]. （原始内容存档于2021-06-16） （美国英语）.
21. ↑  Davis, Brandon. . ComicBook.com. 2021-06-07  [2021-06-07]. （原始内容存档于2021-06-08） （美国英语）.
22. 1 2  Lovett, Jamie. . ComicBook.com. 2021-04-05  [2021-04-05]. （原始内容存档于2021-04-05） （美国英语）.
23. ↑  Sepinwall, Alan. . Rolling Stone. 2021-06-09  [2021-06-09]. （原始内容存档于2021-06-09） （美国英语）.
24. 1 2 3 4  Mitovich, Matt Webb. . TVLine. 2021-06-08  [2021-06-08]. （原始内容存档于2021-06-08） （美国英语）.
25. 1 2  Anderson, Jenna. . ComicBook.com. 2021-05-12  [2021-05-12]. （原始内容存档于2021-05-12） （美国英语）.
26. 1 2  Robinson, Joanna. . Vanity Fair. 2021-06-07  [2021-06-07]. （原始内容存档于2021-06-07） （美国英语）.
27. 1 2  Siede, Caroline. . The A.V. Club. 2021-07-07  [2021-07-07]. （原始内容存档于2021-07-07） （美国英语）.
28. ↑  Sepinwall, Alan. . Rolling Stone. 2021-07-07  [2021-07-07]. （原始内容存档于2021-07-07） （美国英语）.
29. ↑  Dinh, Christine. . Marvel Entertainment. 2021-07-14  [2021-07-14]. （原始内容存档于2021-07-15） （美国英语）.
30. ↑  Karasik, Elissa. . . 第1季. 第2集.  事件发生在 51:15. 2021-06-16  [2021-07-07]. Disney+. （原始内容存档于2021-06-18） （美国英语）.
31. ↑  Sepinwall, Alan. . Rolling Stone. 2021-06-30  [2021-06-30]. （原始内容存档于2021-06-30） （美国英语）.
32. ↑  Fullerton, Huw. . Radio Times. 2021-06-30  [2021-06-30]. （原始内容存档于2021-06-30） （美国英语）.
33. 1 2  Nelson, Jeff. . Screen Rant. 2021-07-10. （原始内容存档于2021-07-10） （美国英语）.
34. ↑  Littleton, Cynthia. . Variety. 2017-11-09  [2017-11-10]. （原始内容存档于2017-11-10） （美国英语）.
35. ↑  Kroll, Justin. . Variety. 2018-09-18  [2018-09-18]. （原始内容存档于2018-09-19） （美国英语）.
36. ↑  Boucher, Geoff; Hipes, Patrick. . Deadline Hollywood. 2018-10-30  [2018-10-31]. （原始内容存档于2018-10-31） （美国英语）.
37. 1 2  Chmielewski, Dawn C.; Hipes, Patrick. . Deadline Hollywood. 2018-11-08  [2018-11-09]. （原始内容存档于2018-11-08） （美国英语）.
38. 1 2  Kit, Borys. . The Hollywood Reporter. 2019-02-15  [2019-02-18]. （原始内容存档于2019-02-18） （美国英语）.
39. ↑  爛番茄. . YouTube.   [2019-03-04]. （原始内容存档于2019-09-09） （美国英语）.
40. ↑  Butler, Tom. . Yahoo!. 2019-08-16  [2019-08-17]. （原始内容存档于2019-08-16） （美国英语）.
41. 1 2 3 4 5  Vejvoda, Jim. . IGN. 2019-08-24  [2019-08-24]. （原始内容存档于2019-08-24） （美国英语）.
42. ↑  Bonomolo, Cameron. . ComicBook.com. 2019-08-23  [2019-08-23]. （原始内容存档于2019-08-23） （美国英语）.
43. ↑  Goldberg, Matt. . Collider. 2021-01-11  [2021-01-11]. （原始内容存档于2021-01-11） （美国英语）.
44. 1 2  Laman, Douglas. . Comic Book Resources. 2020-11-05  [2020-11-05]. （原始内容存档于2020-11-05） （美国英语）.
45. ↑  Kroll, Justin. . Deadline Hollywood. 2021-01-07  [2021-01-07]. （原始内容存档于2021-01-07） （美国英语）.
46. ↑  Travers, Ben. . IndieWire. 2021-04-19  [2021-04-19]. （原始内容存档于2021-04-19） （美国英语）.
47. ↑  Ramachandran, Naman. . Variety. 2021-07-14  [2021-07-14]. （原始内容存档于2021-07-14） （美国英语）.
48. 1 2  Allen, Nick. . RogerEbert.com. 2021-06-08  [2021-06-08]. （原始内容存档于2021-06-08） （美国英语）.
49. ↑  Goldberg, Lesley; Fienberg, Daniel. . The Hollywood Reporter (). 2021-06-11.  事件发生在 1:04:21  [2021-06-11]. （原始内容存档于2021-06-11） （美国英语）.
50. ↑  Weintraub, Steve. . Collider. 2021-06-12  [2021-06-13]. （原始内容存档于2021-06-14） （美国英语）.
51. ↑  Waldron, Michael [@michaelwaldron].  (推文). 2021-06-08  [2021-06-14]. （原始内容存档于2021-06-08） –Twitter （美国英语）.
52. 1 2  Sandwell, Ian. . Digital Spy. 2019-07-21  [2019-07-21]. （原始内容存档于2019-07-21） （美国英语）.
53. ↑  Davis, Brandon. . ComicBook.com. 2019-05-15  [2019-08-12]. （原始内容存档于2019-05-18） （美国英语）.
54. 1 2  Agard, Chancellor. . Entertainment Weekly. No. June 2021: 52 （美国英语）.
55. 1 2  Agard, Chancellor. . Entertainment Weekly. 2021-05-14  [2021-05-16]. （原始内容存档于2021-05-14） （美国英语）.
56. ↑  Dinh, Christine. . Marvel.com. 2019-11-13  [2019-11-14]. （原始内容存档于2019-11-14） （美国英语）.
57. ↑  Whitbrook, James; Jackson, Gordon. . io9. 2020-03-27  [2020-03-27]. （原始内容存档于2020-03-27） （美国英语）.
58. ↑  Travis, Ben. . Empire. 2021-04-12  [2021-04-12]. （原始内容存档于2021-04-12） （美国英语）.
59. ↑  Whitbrook, James; Jackson, Gordon. . io9. 2020-07-15  [2020-07-15]. （原始内容存档于2020-07-15） （美国英语）.
60. ↑  LaBonte, Rachel. . Screen Rant. 2021-05-16  [2021-05-16]. （原始内容存档于2021-05-16） （美国英语）.
61. ↑  Andreeva, Nellie; Boucher, Geoff. . Deadline Hollywood. 2019-11-15  [2019-11-16]. （原始内容存档于2021-02-01） （美国英语）.
62. ↑  Boucher, Geoff; Andreeva, Nellie. . Deadline Hollywood. 2020-01-31  [2020-01-31]. （原始内容存档于2020-01-31） （美国英语）.
63. ↑  Andreeva, Nellie. . Deadline Hollywood. 2020-02-11  [2020-02-11]. （原始内容存档于2020-02-12） （美国英语）.
64. ↑  Thorne, Will. . Variety. 2020-03-11  [2020-03-11]. （原始内容存档于2020-03-12） （美国英语）.
65. ↑  Paige, Rachel. . Marvel.com. 2020-12-10  [2020-12-10]. （原始内容存档于2020-12-11） （美国英语）.
66. ↑  Manelis, Michele. . Golden Globe Awards. 2020-09-28  [2020-10-04]. （原始内容存档于2020-10-04） （美国英语）.
67. ↑  Kroll, Justin. . Deadline Hollywood. 2020-12-11  [2020-12-11]. （原始内容存档于2020-12-11） （美国英语）.
68. ↑  Kit, Borys. . The Hollywood Reporter. 2021-04-27  [2021-04-27]. （原始内容存档于2021-04-27） （美国英语）.
69. ↑  Derschowitz, Jessica. . Entertainment Weekly. 2019-08-01  [2019-08-02]. （原始内容存档于2019-08-02） （美国英语）.
70. ↑  Schmidt, JK. . ComicBook.com. 2019-09-11  [2019-09-11]. （原始内容存档于2019-09-11） （美国英语）.
71. ↑  Lovett, Jamie. . ComicBook.com. 2019-12-09  [2021-01-01]. （原始内容存档于2020-11-08） （美国英语）.
72. ↑  . Production Weekly. 2020-01-15  [2021-01-01]. （原始内容存档于2020-07-12） （美国英语）.
73. ↑  Fisher, Jacob. . Discussing Film. 2019-11-16  [2019-11-17]. （原始内容存档于2019-11-16） （美国英语）.
74. ↑  Walljasper, Matt. . Atlanta. 2020-02-29  [2020-03-02]. （原始内容存档于2020-03-02） （美国英语）.
75. 1 2  Kroll, Justin. . Variety. 2020-03-14  [2020-03-14]. （原始内容存档于2020-03-14） （美国英语）.
76. ↑  Sandberg, Bryn Elise. . The Hollywood Reporter. 2020-07-02  [2020-07-02]. （原始内容存档于2020-07-02） （美国英语）.
77. ↑  Thompson, Simon. . Forbes. 2020-09-22  [2020-09-22]. （原始内容存档于2020-09-23） （美国英语）.
78. ↑  Scholz, Pablo O. . Clarín. 2020-11-12  [2020-11-12]. （原始内容存档于2020-11-13） （西班牙语）.
79. ↑  Cavalluzzi, Andrew. . Comic Book Resources. 2020-12-16  [2021-01-31]. （原始内容存档于2020-12-19） （美国英语）.
80. ↑  . Production Weekly. 2020-11-04  [2020-11-05]. （原始内容存档于2020-11-05） （美国英语）.
81. ↑  Couch, Aaron. . The Hollywood Reporter. 2021-06-04  [2021-06-04]. （原始内容存档于2021-06-04） （美国英语）.
82. ↑  Frei, Vincent. . Art of VFX. 2021-05-19  [2021-06-07]. （原始内容存档于2021-06-07） （美国英语）.
83. ↑  . Film Music Reporter. 2021-01-05  [2021-01-05]. （原始内容存档于2021-01-05） （美国英语）.
84. ↑  Davids, Brian. . The Hollywood Reporter. 2021-06-09  [2021-06-09]. （原始内容存档于2021-06-09） （美国英语）.
85. ↑  Draper, Charlie [@charlietheramin].  (推文). 2021-06-09  [2021-06-14]. （原始内容存档于2021-06-09） –Twitter （美国英语）.
86. 1 2  . Film Music Reporter. 2021-06-30  [2021-06-30]. （原始内容存档于2021-06-30） （美国英语）.
87. 1 2  . Film Music Reporter. 2021-07-21  [2021-07-22]. （原始内容存档于2021-07-21） （美国英语）.
88. ↑  . Film Music Reporter. 2021-06-10  [2020-06-11]. （原始内容存档于2020-06-11） （美国英语）.
89. ↑  Shaw-Williams, Hannah. . Screen Rant. 2021-06-24  [2021-06-27]. （原始内容存档于2021-06-25） （美国英语）.
90. ↑  Coogan, Devan. . Entertainment Weekly. 2020-02-02  [2020-02-03]. （原始内容存档于2020-02-03） （美国英语）.
91. ↑  Alexander, Julia. . The Verge. 2020-02-02  [2020-02-03]. （原始内容存档于2020-02-03） （美国英语）.
92. ↑  Foutch, Haleigh. . Collider. 2020-02-02  [2020-02-03]. （原始内容存档于2020-02-04） （美国英语）.
93. ↑  Patten, Dominic. . Deadline Hollywood. 2021-06-07  [2021-06-07]. （原始内容存档于2021-06-07） （美国英语）.
94. ↑  Boone, John. . Entertainment Tonight. 2020-12-10  [2020-12-12]. （原始内容存档于2020-12-11） （美国英语）.
95. ↑  Bui, Hoai-Tran. . /Film. 2021-04-05  [2021-04-05]. （原始内容存档于2021-04-05） （美国英语）.
96. ↑  Pulliam-Moore, Charles. . io9. 2021-04-05  [2021-04-05]. （原始内容存档于2021-04-05） （美国英语）.
97. ↑  Goslin, Austen. . Polygon. 2021-04-05  [2021-04-05]. （原始内容存档于2021-04-05） （美国英语）.
98. 1 2 3  Brady, Erin. . Collider. 2021-05-12  [2021-05-12]. （原始内容存档于2021-05-12） （美国英语）.
99. ↑  Evangelista, Chris. . /Film. 2021-05-12  [2021-05-12]. （原始内容存档于2021-05-12） （美国英语）.
100. ↑  Ankers, Adele. . IGN. 2021-05-12  [2021-05-12]. （原始内容存档于2021-05-12） （美国英语）.
101. ↑  . The Futon Critic.   [2021-05-18]. （原始内容存档于2021-05-18） （美国英语）.
102. ↑  Paige, Rachel. . Marvel.com. 2021-01-12  [2021-01-31]. （原始内容存档于2021-01-20） （美国英语）.
103. ↑  Huang, Nina. . Entertainment Weekly. 2021-06-07  [2021-06-07]. （原始内容存档于2021-06-07） （美国英语）.
104. ↑  Paige, Rachel. . Marvel.com. 2021-06-07  [2021-06-07]. （原始内容存档于2021-06-07） （美国英语）.
105. ↑  McWhertor, Michael. . Polygon. 2021-06-07  [2021-06-07]. （原始内容存档于2021-06-07） （美国英语）.
106. ↑  Paige, Rachel. . Marvel.com. 2021-06-11  [2021-06-14]. （原始内容存档于2021-06-14） （美国英语）.
107. ↑  Ramos, Dino-Ray. . Deadline Hollywood. 2021-02-24  [2021-02-24]. （原始内容存档于2021-02-24） （美国英语）.
108. ↑  Ramos, Dino-Ray. . Deadline Hollywood. 2021-05-05  [2021-05-05]. （原始内容存档于2021-05-05） （美国英语）.
109. ↑  Mitovitch, Matt Webb. . TV Line. 2019-08-24  [2019-08-24]. （原始内容存档于2019-08-24） （美国英语）.
110. ↑  Murphy, J. Kim. . IGN. 2021-06-14  [2021-06-14]. （原始内容存档于2021-06-14） （美国英语）.
111. 1 2  . Rotten Tomatoes. Fandango Media.   [2023-08-29] （美国英语）.
112. 1 2  . Metacritic. Red Ventures.   [2025-06-23] （美国英语）.
113. 1 2  . Rotten Tomatoes. Fandango Media.   [2023-11-07] （美国英语）.
114. 1 2  . Metacritic. Red Ventures.   [2025-06-23] （美国英语）.
115. 1 2  Framke, Caroline. . Variety. 2021-06-08  [2021-06-08]. （原始内容存档于2021-06-08） （美国英语）.
116. 1 2  Fienberg, Daniel. . The Hollywood Reporter. 2021-06-08  [2021-06-08]. （原始内容存档于2021-06-08） （美国英语）.
117. ↑  Patten, Dominic. . Deadline Hollywood. 2021-06-08  [2021-06-08]. （原始内容存档于2021-06-08） （美国英语）.
118. ↑  Travers, Ben. . IndieWire. 2021-06-08  [2021-06-08]. （原始内容存档于2021-06-08） （美国英语）.
119. 1 2  Ferme, Antonio. . Variety. 2021-06-30  [2021-06-30]. （原始内容存档于2021-06-30） （美国英语）.

## 外部連結
- 官方网站
- 《洛基》的Instagram帳戶
- 《洛基》的X（前Twitter）
- 互联网电影数据库（IMDb）上《洛基》的资料（英文）
- 在Disney+上觀看《洛基》
- 爛番茄上《洛基》的資料（英文）
- 豆瓣电影上《洛基》的資料 （简体中文）